# Stephen Kenny
Stephen Kenny (Dublín, Irlanda, 30 de octubre de 1971) es un exjugador y entrenador de fútbol irlandés. Actualmente dirige al St Patrick's Athletic.

## Vida personal
Kenny creció en Tallaght y vivió allí durante los primeros 18 años de su vida. Asistió a la Escuela Nacional de Varones Our Lady of Loreto y a la Escuela Comunitaria Old Bawn. Kenny dirigió un exitoso negocio de producción de carne a fines de la década de 1990 antes de pasar a la gestión del fútbol a tiempo completo.

## Carrera como jugador
Durante su carrera como jugador, Kenny pasó dos años en el Belvedere como estudiante antes de fichar por el St Patrick's Athletic. Sin hacer acto de presencia, se transfirió al Home Farm, jugando solo cuatro partidos en la Premier Division de la Liga de Irlanda y debutando el 13 de marzo de 1994.

## Carrera como entrenador

### St Patrick's Athletic sub-21
Kenny comenzó su carrera como entrenador en el St Patrick's Athletic cuando se hizo cargo del equipo Sub-21 del equipo de Dublín en la Athletic Union League. Su primer año fue exitoso ya que St. Patrick's ganó la liga.

### Longford Town
En el verano de 1998, Kenny se convirtió en el entrenador más joven en la historia de la Liga Nacional cuando se hizo cargo de Longford Town a la edad de 26 años. Llevó a Longford a un gran éxito durante su mandato de tres años, ya que ganaron ascenso a la Premier Division de la Liga de Irlanda y alcanzó la final de la Copa FAI en 2001, y posteriormente se clasificó para la Copa de la UEFA 2001-02.

### Bohemians
En diciembre de 2001, Kenny dejó el club Midlands y se convirtió en entrenador de Bohemians. Los bohemios eran entonces los campeones de la Liga Eircom, habiendo ganado el Doblete la temporada anterior. Sin embargo, el club estaba en una especie de crisis, después de haberse separado de su entrenador ganador de la liga, Roddy Collins, en el verano, su sucesor Pete Mahon tuvo problemas después de un excelente comienzo de temporada. El impacto de Kenny en Bohemians fue inmediato, ya que el equipo se alejó constantemente del extremo inferior de la tabla de la liga y llegó a la final de la Copa FAI de ese año. Sin embargo, la temporada terminaría con una amarga decepción, ya que los bohemios fueron derrotados 2-1 por el Dundalk, un club que había sido relegado de la máxima categoría la semana anterior. Esta fue la segunda derrota final de la Copa FAI de Kenny en tantas temporadas. 
Al final de la temporada, Kenny hizo algunos cambios en el equipo del primer equipo, y la temporada 2002-03 vio a los bohemios ganar el título de la Primera División, liderando de principio a fin. La temporada siguiente terminaron subcampeones ante el Shelbourne FC. En la temporada 2004, los bohemios comenzaron mal y después de 3 meses se encontraron en el tercer lugar. El trabajo de Kenny era inseguro y fue despedido el 27 de julio de 2004, tras la derrota en casa por 3-1 del Bohemians en la Copa de la UEFA ante el Levadia Tallinn de Estonia. Su récord de liga en Bohemians fue de 49 victorias en 96 juegos.

### Derry City (primer ciclo)

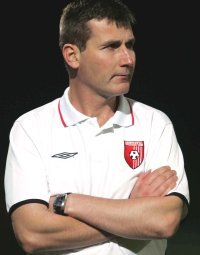
Kenny como entrenador del Derry City.

Después de solo tres semanas fuera del juego, Kenny regresó como entrenador al Derry City luego del despido de Gavin Dykes, y asumió el cargo del técnico interino, Peter Hutton. Su tiempo en el club ha sido un gran éxito y se le atribuye haber convertido a un equipo que luchaba contra el descenso en la temporada 2004 en uno que luchó por el título de la Premier Division en 2005, terminando subcampeón.
También guio al Derry City a su primer avance en una competencia europea en más de 40 años (el último vio a Lyn Oslo eliminado). Derry se clasificó para la Copa de la UEFA al terminar subcampeón en la Primera División en la temporada 2005. El 13 de julio de 2006, Derry superó al IFK Göteborg en la primera ronda de clasificación de la Copa de la UEFA por 2-0 en el global. Un cabezazo en el minuto 79 de Sean Hargan fue suficiente para darle a Derry una sorprendente victoria en el partido de ida, y Stephen O'Flynn aseguró una victoria en casa por 1-0 desde el punto de penalti. Esto marcó la primera progresión de Derry City en el fútbol europeo desde que derrotó a Lyn Oslo hace más de 40 años.
Posteriormente, Derry City se enfrentó al equipo escocés de segundo nivel Gretna en la segunda ronda de clasificación. El 10 de agosto de 2006, Derry obtuvo una victoria a domicilio por 5-1 para obtener una ventaja considerable de cara al partido de ida. Este resultado es el mayor margen de victoria fuera de casa para un equipo de la Liga de Irlanda en Europa. Tras un empate 2-2 en casa en el partido de vuelta y una victoria global por 7-3, Derry avanzó a la primera ronda de la Copa de la UEFA. En el sorteo, celebrado el 25 de agosto de 2006, el Derry City disputó una dura eliminatoria frente al Paris Saint-Germain. El partido de ida se jugó en casa en el Estadio Brandywell en la tarde del 14 de septiembre de 2006 y terminó en un reñido empate 0-0, un resultado magnífico para el equipo de Derry en lucha. El partido de vuelta se jugó en el Parc des Princes el 28 de septiembre. El PSG ganó el partido de vuelta 2-0 con goles de Pauleta y Édouard Cissé.
Permaneció a cargo de Derry City hasta el 17 de noviembre de 2006 para su último partido de liga antes de mudarse a Dunfermline Athletic. Derry terminó segundo en la liga detrás de Shelbourne, que tuvo una mayor diferencia de goles. Kenny luego hizo un notable regreso a Derry City para dirigir al club en la victoria final de la FAI Cup contra el St. Patrick's Athletic. El récord de gestión total de Kenny en Derry incluyó 112 encuentros con 65 ganados, 29 empatados, 18 perdidos, 170 goles a favor, 80 goles en contra y 57 vallas invictas. Su porcentaje de victorias fue del 58%. Durante su tiempo a cargo, un total de 32 jugadores representaron al club, y 7 jugadores que dirigió pasaron a representar a su país a nivel internacional.

### Dunfermline Athletic
Kenny fue confirmado como el nuevo entrenador del Dunfermline Athletic el 10 de noviembre de 2006 y asumió su cargo ocho días después. Después de su salida de la Liga de Irlanda, sus contribuciones durante la temporada 2006 todavía fueron reconocidas por Eircom / Asociación de Escritores de Fútbol de Irlanda (SWAI) quien nominó al ex entrenador del Derry para su premio a la 'Personalidad del año' el 13 de diciembre de 2006.
Kenny y su equipo de entrenadores llevaron a Dunfermline a la final de la Copa de Escocia el 24 de abril de 2007 con una victoria por 1-0 sobre el Hibernian en la repetición de la semifinal y luego perdieron ante el Celtic en la final por 1-0. Sin embargo, no pudo evitar que el club descendiera de la Premier League. Una derrota por 2-1 en el Inverness CT, junto con la victoria por 3-2 de St Mirren hizo que el club descendiera, a pesar de haber ganado previamente cuatro partidos de liga seguidos.
Después de la relegación a la Scottish Football League el reinado de Kenny fue menos exitoso. Derrotas ante el BK Häcken de Suecia en la Copa de la UEFA, Heart of Midlothian en la Scottish League Cup y varias derrotas humillantes en la liga dejó a Dunfermline significativamente detrás de los equipos líderes en la Primera División y le costó su trabajo, a pesar de una carrera hacia la final de la Scottish Challenge Cup de la liga inferior. Después de un año a cargo, el 4 de diciembre de 2007, Kenny fue despedido de su cargo. El delantero Jim McIntyre, lesionado durante gran parte del reinado de Kenny, terminó ocupando su lugar.

### Derry City (segundo ciclo)
Después de su partida del Dunfermline Athletic y el despido del entonces entrenador John Robertson, Kenny estuvo fuertemente vinculado con un volver al club de la Liga de Irlanda. En su primera etapa, Kenny guio a Derry a la Copa FAI, dos Copas de la liga y dos rondas de la Copa de la UEFA, incluida la derrota del ex campeón de la Copa de la UEFA IFK Göteborg en casa y fuera, y derrotando a los entonces gigantes asesinos escoceses Gretna solo para ser eliminados de la competencia por una derrota fuera de casa ante el Paris Saint-Germain. También fueron superados por la corona de la liga en el último día de la temporada en dos ocasiones. Se confirmó que Kenny había regresado a Derry City el 28 de diciembre de 2007. Después de ser eliminado de la Primera División por problemas administrativos, Kenny permaneció como entrenador del Derry y los guio de regreso a la cima después de ganar la Primera División en una temporada.

### Shamrock Rovers
En la Nochebuena de 2011, Kenny renunció a Derry City y se convirtió en el nuevo entrenador del Shamrock Rovers, reemplazando a Michael O'Neill. Esto fue confirmado el 27 de diciembre. Kenny se hizo cargo de un club que había ganado la Liga de Irlanda dos años seguidos con O'Neill. Sin embargo, la temporada 2012 resultó ser un desastre para Kenny y Rovers, cayendo al cuarto lugar en la tabla de la liga. El 11 de septiembre de 2012, dos meses antes del final de la temporada y después de una derrota en el Derbi de Dublín ante Bohemians, Shamrock Rovers despidió a Kenny.

### Dundalk
En noviembre de 2012, los nuevos propietarios de Dundalk recurrieron a Kenny, sin trabajo desde que Shamrock Rovers lo despidió, para que se convirtiera en su nuevo entrenador. Montaron un desafío inesperado por el título en su primera temporada, y finalmente terminaron como subcampeones, una derrota ante los eventuales campeones St. Patrick's Athletic finalmente les costó el título. Pero Kenny mantuvo unido el núcleo del nuevo equipo durante la temporada siguiente y guio al club a su primer título de liga desde 1994-95. También ganó la Copa de la Liga de esa temporada, el primer Doblete de Liga y Copa de la Liga del club. La temporada 2015 los vio dominar, ganando el tercer doblete de la Liga y la Copa FAI del club, con el título ganado por 11 puntos y la Copa con la victoria sobre Cork City en la final. Un tercer título de liga consecutivo se selló con dos juegos para el final en 2016.
En el 2016, el club también se clasificó para la ronda de play-off de la Liga de Campeones, después de derrotar primero al FH de Islandia, y luego vino de un gol en contra en la eliminatoria para derrotar al BATE Borisov 3-1 en el global. Sortearon al Legia de Varsovia para el desempate, con el partido de ida jugado en el Estadio Aviva en Dublín frente a una multitud de 30.417 espectadores. Sufrieron una derrota por 2-0 en el partido de ida, pero sorprendieron al Legia en el partido de vuelta al tomar una ventaja de 1-0. Con Dundalk presionando por el empate que habría llevado la eliminatoria a la prórroga, el Legia anotó en el descanso y ganó la eliminatoria por 3-1 en el global. Como resultado, se clasificaron para la fase de grupos de la Europa League, solo el segundo equipo irlandés en hacerlo. Un empate con el AZ Alkmaar en los Países Bajos, seguido de una victoria sobre el Maccabi Tel Aviv en el Tallaght Stadium, fueron los primeros puntos ganados por un club irlandés en la fase de grupos de la competición europea.
En 2017, tras la racha europea, volvió a ganar la Copa de la Liga. Pero la partida de algunos jugadores clave y un comienzo lento significaron que se deslizaron a los puestos de subcampeón tanto en la liga como en la Copa FAI. Sin embargo, la forma europea del club había atraído el interés del extranjero y un consorcio de inversores estadounidenses, respaldado por los inversores deportivos PEAK6, completó una adquisición en enero de 2018. El equipo de Kenny se reafirmó en 2018, ganando otro doblete de Liga y Copa, el segundo con Kenny y el cuarto en la historia del club, rompiendo récords de puntos totales y goles marcados en el proceso. Posteriormente, Kenny renunció para aceptar el puesto de entrenador de la sub-21 de Irlanda.

### Selección de Irlanda
El 25 de noviembre de 2018, Kenny fue nombrado entrenador de la sub-21 de la República de Irlanda tras la partida de Noel King. El mismo día, Mick McCarthy fue nombrado entrenador de la selección absoluta de la República de Irlanda y Kenny lo reemplazará en 2020. Originalmente, esta transición estaba programada para el verano de 2020, pero ocurrió en abril de 2020 después de que la pandemia de COVID-19 provocara el aplazamiento de la Eurocopa 2020. Su primer partido a cargo fue un empate 1-1 contra Bulgaria en la Liga de Naciones de la UEFA el 3 de septiembre de 2020.
El 9 de octubre de 2021, Irlanda ganó su primer partido oficial con Kenny, una victoria a domicilio por 3-0 contra Azerbaiyán en las eliminatorias para la Copa Mundial de la FIFA 2022. El 9 de marzo de 2022, Kenny firmó un nuevo contrato con Irlanda para permanecer a cargo hasta después de la Eurocopa 2024.El 22 de noviembre de 2023, se anunció que la Asociación de Fútbol de Irlanda no renovaría su contrato luego de que venciera al final de la clasificación para la Eurocopa 2024.

### St Patrick's Athletic
El 16 de mayo de 2024, Kenny fue oficializado como entrenador del St Patrick's Athletic y firmó un contrato hasta el 2029.

## Clubes

### Como jugador
| Club      | País    | Año  |
| --------- | ------- | ---- |
| Home Farm | Irlanda | 1994 |

### Como entrenador
| Club                         | País    | Año           |
| ---------------------------- | ------- | ------------- |
| St Patrick's Athletic sub-21 | Irlanda | 1997-1998     |
| Longford Town                | Irlanda | 1998-2001     |
| Bohemian                     | Irlanda | 2001-2004     |
| Derry City                   | Irlanda | 2004-2006     |
| Dunfermline Athletic         | Escocia | 2006-2007     |
| Derry City                   | Irlanda | 2008-2011     |
| Shamrock Rovers              | Irlanda | 2012          |
| Dundalk                      | Irlanda | 2012-2018     |
| Selección sub-20 de Irlanda  | Irlanda | 2018-2020     |
| Selección de Irlanda         | Irlanda | 2020-2023     |
| St Patrick's Athletic        | Irlanda | 2024-presente |

## Palmarés

### Como entrenador

#### Campeonatos nacionales
| Título                                 | Club       | País    | Año     |
| -------------------------------------- | ---------- | ------- | ------- |
| Premier Division de la Liga de Irlanda | Bohemian   | Irlanda | 2002-03 |
| Copa de la Liga de Irlanda             | Derry City | Irlanda | 2005    |
| Copa de Irlanda                        | Derry City | Irlanda | 2006    |
| Copa de la Liga de Irlanda             | Derry City | Irlanda | 2006    |
| Copa de la Liga de Irlanda             | Derry City | Irlanda | 2008    |
| Copa de la Liga de Irlanda             | Derry City | Irlanda | 2011    |
| Premier Division de la Liga de Irlanda | Dundalk    | Irlanda | 2014    |
| Copa de la Liga de Irlanda             | Dundalk    | Irlanda | 2014    |
| Supercopa de Irlanda                   | Dundalk    | Irlanda | 2015    |
| Premier Division de la Liga de Irlanda | Dundalk    | Irlanda | 2015    |
| Copa de Irlanda                        | Dundalk    | Irlanda | 2015    |
| Premier Division de la Liga de Irlanda | Dundalk    | Irlanda | 2016    |
| Copa de la Liga de Irlanda             | Dundalk    | Irlanda | 2017    |
| Premier Division de la Liga de Irlanda | Dundalk    | Irlanda | 2018    |
| Copa de Irlanda                        | Dundalk    | Irlanda | 2018    |